# Calahorra

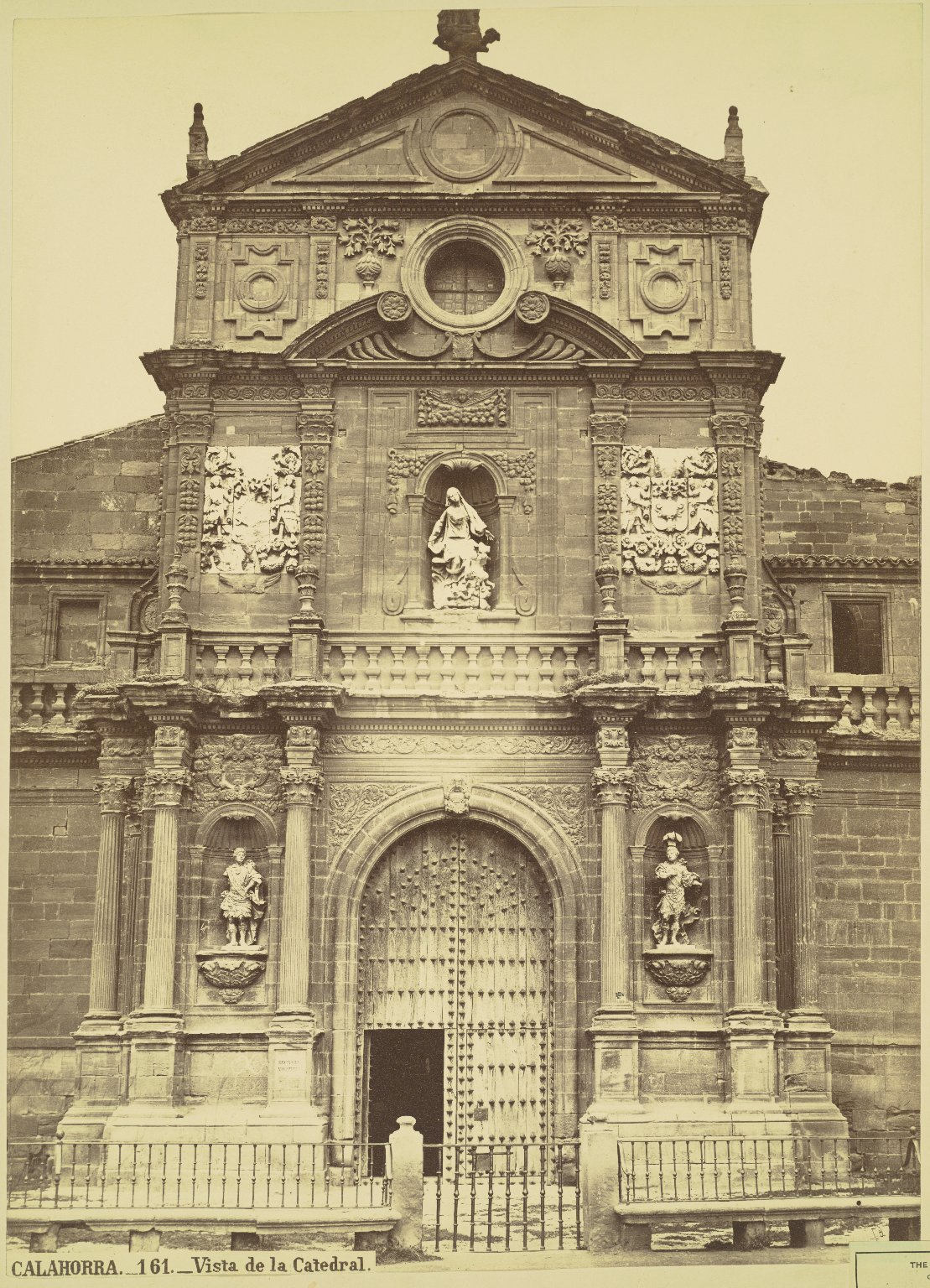

Calahorra este un municipiu în sudul La Rioja, în Spania. Are o populație de 23 768 locuitori și suprafață de 93,57 km². Este al doilea oraș în comunitatea autonomă La Rioja în populație și semnificația după capitala, Logroño. Capitala regiunii Rioja Baja, iese în evidență pentru sale de producție agricolă. Calahorra, de asemenea, locul de naștere al marelui maestru Marco Fabio Quintiliano, autor de multe texte și profesor la Curtea romane. În onoarea lui s-a ridicat o statuie vizavi de primărie.este un oras frumos

## Festivaluri regionale
În cinstea patronii lor San Emeterio și San Celedonio a avut loc: 
- iarna: 1-3 de Martie.
- vara: 25-31 August.

Există șase trupe de sute de persoane, fiecare dintre care are o batistă și o bluză de culoare caracteristică: trupa Philips roșu, trupa El Sol verde, Calagurritana negru, Riojana albastru, trupa El Hambre granat și La Moza pe roz. Acesta este cel mai recent, din anul 2008, fiind cea mai veche trupa Philips fondat în 1954.
Sunt tradiții de boi și vacuțe, coride de tauri, cu trupe prin străzi însoțite de fanfare, degustari gratuite, giganți, spectacole, concerte de muzică, tauri de foc, focuri de artificii printre multe alte.
De asemenea, a avut loc o dată pe an în primăvară, zile de legume, care prezintă o gamă variată de produse din regiune, care deja au câștigat popularitate în întreaga țară.
Înainte de paste week-end este organizat Mercaforum, o piață romană, care vinde produse alimentare, artizanat, bijuterii, monede,... sunt organizate diverse expoziții de tema Roman, luptele de gladiatori (din Ungaria), prin spectacole pentru copii și artiști de stradă.
De asemenea, demn de menționat este Paștele lor, declarate de interes turistic Regional, cu Schela de Pasiunea lui Hristos și procesiuni numeroase, cele mai numeroase în procesiune pași toate Spania. Un total de 16 trepte străzile din orașul Calahorra.

## Economia
Economia din Calahorra este bazată pe agricultură. Sunt produsele care formeaza motorul de progres al orașului. În umbra de productia de legume s-a dezvoltat o întreagă industrie de conserve, că în acesta din urmă jumătate a secolului XX a făcut un loc la încălțăminte, desi acest sector industrial e în orașul din apropiere, Arnedo.

### Sectorul primar
Sectorul primar este principala bază de economia regiunii și a orașului. Principala ramură care a evoluat în acest loc este producerea de produse pentru grădină, precum ardei, legume și fructe. Calahorra este una dintre principalele distribuitori de produse proaspete din mediul rural la nordul Spaniei, care a câștigat-l titlul de capitala verdeaței. Sectorul de animale au puțină importanță, fiind redus la existență. Pădurea împiedică exploatarea lor și nu sunt nici minele în importanță. Tradiția de agricultură este reflectat în piața tradițională din fructe și legume.

### Sectorul secundar
Sectorul secundar se bazează pe industria de conserve legume și sale auxiliare, containere, etc. Este demn de remarcat industriaș de pantof care dezvoltă alături de cele existente în țările vecine Arnedo. Specialitatea din Calahorra este fabricarea de pantofi. Deschiderea de zona industrială a "Tejerías" a facilitat crearea industriile auxiliare vine să completeze serviciile necesare pentru oraș și regiune. Într-o măsură mai mică este industria de construcții (faianta, caramida, gresie, etc.).

### Sectorul serviciilor
În sectorul serviciilor, ca șef regional, Calahorra centralizeaza serviciile administrative (juridic, biroul fiscal, Delegația delegației de securitate socială de agricultura...), sănătate (spital), învățământ (patru licee, Conservatorul de muzica, oficial Scoala de limbi...), precum și un nucleu de comerț și de agrement relevante. Turism, dezvoltat de rurale și spa turism de activitate, centralizate lângă Arnedillo, este o activitate în creștere. Calahorra are multe muzee (romanizarea, legume, eparhiale, paste...) că acestea sunt încercarea de a colecta bogăția istorice, artistice și naturală a orașului, lângă gastronomie oferă ospitalitate minunată și produse sunt o atracție turistică.